# 277816 Varese
277816 Varese è un asteroide della fascia principale interna. Scoperto nel 2006, presenta un'orbita caratterizzata da un semiasse maggiore pari a 1,8285558 UA e da un'eccentricità di 0,0614809, inclinata di 22,03021° rispetto all'eclittica.
L'asteroide è dedicato all'omonima località italiana.